# Masayoshi Itō
Masayoshi Itō (伊東 正義?, Itō Masayoshi; Aizuwakamatsu, 15 dicembre 1913 – Tokyo, 20 maggio 1994) è stato un politico giapponese, Primo ministro del Giappone ad interim nell'estate del 1980 dopo la morte improvvisa del predecessore Masayoshi Ōhira.
Durante il governo del suo successore Zenkō Suzuki, assunse la carica di ministro degli esteri fino al maggio del 1981; rassegnò le dimissioni in polemica con Suzuki. Gli fu offerta la carica di primo ministro anche nel 1989, quando i vertici del  Partito Liberal Democratico di cui faceva parte furono travolti da uno scandalo, ma Ito rifiutò per motivi di salute.